# Liste des anciennes communes de l'Allier
Cette page a pour objectif de retracer toutes les modifications communales dans le département de l'Allier : les anciennes communes qui ont existé depuis la Révolution française, ainsi que les créations, les modifications officielles de nom, ainsi que les échanges de territoires entre communes.
En 1800, le territoire du département de l'Allier comportait 351 communes. Très tôt la vague de fusions imposées aux toutes petites communes au début du XIXe siècle va en faire décroître le nombre, nombre qui va ensuite rester extraordinairement stable : en 1840, on relevait 322 communes dans le département. Le nombre est quasi identique actuellement : 317 (au 1er janvier 2024). Les lois favorables aux regroupements n'auront eu que peu de prise ici.

## Fusions
| Nom de la nouvelle commune | Communes réunies                   | Régime                                     | Date (et nature) de la décision | Date d'effet                 |
| -------------------------- | ---------------------------------- | ------------------------------------------ | ------------------------------- | ---------------------------- |
| Meaulne-Vitray             | Meaulne                            | commune nouvelle (avec communes déléguées) | 19 juillet 2016 (Arrêté)        | 1er janvier 2017             |
| Meaulne-Vitray             | Vitray                             | commune nouvelle (avec communes déléguées) | 19 juillet 2016 (Arrêté)        | 1er janvier 2017             |
| Haut-Bocage                | Maillet                            | commune nouvelle (avec communes déléguées) | 17 décembre 2015 (Arrêté)       | 1er janvier 2016             |
| Haut-Bocage                | Givarlais                          | commune nouvelle (avec communes déléguées) | 17 décembre 2015 (Arrêté)       | 1er janvier 2016             |
| Haut-Bocage                | Louroux-Hodement                   | commune nouvelle (avec communes déléguées) | 17 décembre 2015 (Arrêté)       | 1er janvier 2016             |
| Villefranche-d'Allier      | Villefranche                       | fusion simple                              | 8 février 1972 (Décret)         | 1er mars 1972                |
| Villefranche-d'Allier      | Neuville                           | fusion simple                              | 8 février 1972 (Décret)         | 1er mars 1972                |
| Isle-et-Bardais            | Bardais                            | fusion                                     | 28 avril 1844 (Loi)             | 28 avril 1844 (Loi)          |
| Isle-et-Bardais            | L'Isle-sur-Marmande                | fusion                                     | 28 avril 1844 (Loi)             | 28 avril 1844 (Loi)          |
| Saint-Léopardin-d'Augy     | Saint-Léopardin                    | fusion                                     | 18 juin 1843 (Loi)              | 18 juin 1843 (Loi)           |
| Saint-Léopardin-d'Augy     | Augy                               | fusion                                     | 18 juin 1843 (Loi)              | 18 juin 1843 (Loi)           |
| Ainay-le-Château           | Ainay-le-Château                   | fusion                                     | 16 octobre 1842 (Ordonnance)    | 16 octobre 1842 (Ordonnance) |
| Ainay-le-Château           | Saint-Benin                        | fusion                                     | 16 octobre 1842 (Ordonnance)    | 16 octobre 1842 (Ordonnance) |
| Arpheuilles-Saint-Priest   | Arpheuilles                        | fusion                                     | 5 août 1842 (Ordonnance)        | 5 août 1842 (Ordonnance)     |
| Arpheuilles-Saint-Priest   | Saint-Priest-en-Marcillat          | fusion                                     | 5 août 1842 (Ordonnance)        | 5 août 1842 (Ordonnance)     |
| Bellenaves                 | Bellenaves                         | fusion                                     | 12 mai 1841 (Ordonnance)        | 12 mai 1841 (Ordonnance)     |
| Bellenaves                 | Saint-Bonnet-Tizon                 | fusion                                     | 12 mai 1841 (Ordonnance)        | 12 mai 1841 (Ordonnance)     |
| Villeneuve-sur-Allier      | Villeneuve-sur-Allier              | fusion                                     | 14 mai 1837 (Ordonnance)        | 14 mai 1837 (Ordonnance)     |
| Villeneuve-sur-Allier      | Aurouër (commune rétablie en 1879) | fusion                                     | 14 mai 1837 (Ordonnance)        | 14 mai 1837 (Ordonnance)     |
| Villefranche               | Villefranche                       | fusion                                     | 16 mai 1836 (Ordonnance)        | 16 mai 1836 (Ordonnance)     |
| Villefranche               | Jonzais                            | fusion                                     | 16 mai 1836 (Ordonnance)        | 16 mai 1836 (Ordonnance)     |
| Saint-Gérand-le-Puy        | Saint-Gérand-le-Puy                | fusion                                     | 1833,                           | 1833,                        |
| Saint-Gérand-le-Puy        | Saint-Allyre-de-Valence            | fusion                                     | 1833,                           | 1833,                        |
| Barrais-Bussolles          | Barrais                            | fusion                                     | 1833                            | 1833                         |
| Barrais-Bussolles          | Bussolles                          | fusion                                     | 1833                            | 1833                         |
| Montaigu-le-Blin           | Montaigu-le-Blin                   | fusion                                     | 1832,                           | 1832,                        |
| Montaigu-le-Blin           | Saint-Étienne-de-Ciernat           | fusion                                     | 1832,                           | 1832,                        |
| Taxat-Senat                | Taxat                              | fusion                                     | 1832                            | 1832                         |
| Taxat-Senat                | Senat                              | fusion                                     | 1832                            | 1832                         |
| Broût-Vernet               | Broût                              | fusion                                     | 1831,                           | 1831,                        |
| Broût-Vernet               | Le Vernet-sur-Sioule               | fusion                                     | 1831,                           | 1831,                        |
| Marcenat                   | Le Lonzat                          | fusion                                     | 1831,                           | 1831,                        |
| Marcenat                   | Villaines                          | fusion                                     | 1831,                           | 1831,                        |
| Chareil-Cintrat            | Chareil                            | fusion                                     | 1830                            | 1830                         |
| Chareil-Cintrat            | Cintrat                            | fusion                                     | 1830                            | 1830                         |
| Louchy-Montfand            | Louchy                             | fusion                                     | 1830                            | 1830                         |
| Louchy-Montfand            | Montfand                           | fusion                                     | 1830                            | 1830                         |
| Saint-Bonnet-Tizon         | Saint-Bonnet-de-Bellenaves         | fusion                                     | 1830                            | 1830                         |
| Saint-Bonnet-Tizon         | Tizon                              | fusion                                     | 1830                            | 1830                         |
| Espinasse-Vozelle          | Espinasse                          | fusion                                     | 1829                            | 1829                         |
| Espinasse-Vozelle          | Vozelle                            | fusion                                     | 1829                            | 1829                         |
| Saint-Étienne-de-Ciernat   | Ciernat                            | fusion                                     | 1828                            | 1828                         |
| Saint-Étienne-de-Ciernat   | Saint-Étienne-du-Bas (une partie)  | fusion                                     | 1828                            | 1828                         |
| Saint-Gérand-le-Puy        | Saint-Gérand-le-Puy                | fusion                                     | 1828                            | 1828                         |
| Saint-Gérand-le-Puy        | Saint-Étienne-du-Bas (une partie)  | fusion                                     | 1828                            | 1828                         |
| Cressanges                 | Cressanges                         | fusion                                     | 1827                            | 1827                         |
| Cressanges                 | Comps                              | fusion                                     | 1827                            | 1827                         |
| Lusigny                    | Lusigny                            | fusion                                     | 1827                            | 1827                         |
| Lusigny                    | Saint-Pourçain-Malchère            | fusion                                     | 1827                            | 1827                         |
| Audes                      | Audes                              | fusion                                     | 1826                            | 1826                         |
| Audes                      | Preuillé                           | fusion                                     | 1826                            | 1826                         |
| Pouzy-Mésangy              | Pouzy                              | fusion                                     | 1826                            | 1826                         |
| Pouzy-Mésangy              | Mésangy                            | fusion                                     | 1826                            | 1826                         |
| Saint-Pourçain-sur-Sioule  | Saint-Pourçain-sur-Sioule          | fusion                                     | 1816,                           | 1816,                        |
| Saint-Pourçain-sur-Sioule  | Souitte                            | fusion                                     | 1816,                           | 1816,                        |
| Saint-Germain-de-Salles    | Saint-Germain-de-Salles            | fusion                                     | 1812                            | 1812                         |
| Saint-Germain-de-Salles    | Saint-Cyprien                      | fusion                                     | 1812                            | 1812                         |
| Saint-Germain-de-Salles    | Saint-Germain                      | fusion                                     | 1811                            | 1811                         |
| Saint-Germain-de-Salles    | Salles                             | fusion                                     | 1811                            | 1811                         |
| Saint-Désiré               | Saint-Désiré                       | fusion                                     | 1811                            | 1811                         |
| Saint-Désiré               | Moussais                           | fusion                                     | 1811                            | 1811                         |
| Archignat                  | Archignat                          | fusion                                     | 1810                            | 1810                         |
| Archignat                  | Frontenat                          | fusion                                     | 1810                            | 1810                         |
| Domérat                    | Domérat                            | fusion                                     | 1809                            | 1809                         |
| Domérat                    | Givrette-et-Argentière             | fusion                                     | 1809                            | 1809                         |
| Agonges                    | Agonges                            | fusion                                     | 1807                            | 1807                         |
| Agonges                    | Le Breuil                          | fusion                                     | 1807                            | 1807                         |
| Bayet                      | Bayet                              | fusion                                     | 1807                            | 1807                         |
| Bayet                      | Martilly                           | fusion                                     | 1807                            | 1807                         |
| Saint-Aubin                | Saint-Aubin                        | fusion                                     | 1806                            | 1806                         |
| Saint-Aubin                | Bessay-le-Monial                   | fusion                                     | 1806                            | 1806                         |
| La Chapelaude              | La Chapelaude                      | fusion                                     | 1805                            | 1805                         |
| La Chapelaude              | Lanage                             | fusion                                     | 1805                            | 1805                         |
| Teillet                    | Teillet                            | fusion                                     | 1804                            | 1804                         |
| Teillet                    | Argenty                            | fusion                                     | 1804                            | 1804                         |
| Hérisson                   | Hérisson                           | fusion                                     | 1801                            | 1801                         |
| Hérisson                   | Châteloy                           | fusion                                     | 1801                            | 1801                         |
| Bessay                     | Bessay                             | fusion                                     | 1795-1800                       | 1795-1800                    |
| Bessay                     | Neuglize                           | fusion                                     | 1795-1800                       | 1795-1800                    |
| La Chapelaude              | La Chapelaude                      | fusion                                     | 1795-1800                       | 1795-1800                    |
| La Chapelaude              | Aurouzat                           | fusion                                     | 1795-1800                       | 1795-1800                    |
| Châtel-de-Neuvre           | Châtel-de-Neuvre                   | fusion                                     | 1795-1800                       | 1795-1800                    |
| Châtel-de-Neuvre           | Saint-Germain-d'Entrevaux          | fusion                                     | 1795-1800                       | 1795-1800                    |
| Chemilly                   | Chemilly                           | fusion                                     | 1795-1800,                      | 1795-1800,                   |
| Chemilly                   | Soupaize                           | fusion                                     | 1795-1800,                      | 1795-1800,                   |
| Huriel                     | Huriel                             | fusion                                     | 1795-1800                       | 1795-1800                    |
| Huriel                     | Saint-Christophe                   | fusion                                     | 1795-1800                       | 1795-1800                    |
| Huriel                     | Neuf-Église                        | fusion                                     | 1795-1800                       | 1795-1800                    |
| Montluçon                  | Montluçon                          | fusion                                     | 1795-1800                       | 1795-1800                    |
| Montluçon                  | Blanzat                            | fusion                                     | 1795-1800                       | 1795-1800                    |
| Montluçon                  | Château-Vieux                      | fusion                                     | 1795-1800                       | 1795-1800                    |
| Neuilly-le-Réal            | Neuilly-le-Réal                    | fusion                                     | 1795-1800,                      | 1795-1800,                   |
| Neuilly-le-Réal            | Lafaye-Matefray                    | fusion                                     | 1795-1800,                      | 1795-1800,                   |
| Neuilly-le-Réal            | Longepré                           | fusion                                     | 1795-1800,                      | 1795-1800,                   |
| Neuilly-le-Réal            | Souvigny-le-Thion                  | fusion                                     | 1795-1800,                      | 1795-1800,                   |
| Prémilhat                  | Prémilhat                          | fusion                                     | 1795-1800                       | 1795-1800                    |
| Prémilhat                  | Saulx                              | fusion                                     | 1795-1800                       | 1795-1800                    |
| Prémilhat                  | Ouches                             | fusion                                     | 1795-1800                       | 1795-1800                    |
| Saint-Ennemond             | Saint-Ennemond                     | fusion                                     | 1795-1800,                      | 1795-1800,                   |
| Saint-Ennemond             | Saint-Symphorien-sur-Aron          | fusion                                     | 1795-1800,                      | 1795-1800,                   |
| Saint-Ennemond             | Vaulcoulmain                       | fusion                                     | 1795-1800,                      | 1795-1800,                   |
| Saint-Victor               | Saint-Victor                       | fusion                                     | 1795-1800                       | 1795-1800                    |
| Saint-Victor               | Sauljat                            | fusion                                     | 1795-1800                       | 1795-1800                    |
| Vaux                       | Vaux                               | fusion                                     | 1795-1800                       | 1795-1800                    |
| Vaux                       | L'Argentière                       | fusion                                     | 1795-1800                       | 1795-1800                    |
| Villebret                  | Villebret                          | fusion                                     | 1795-1800                       | 1795-1800                    |
| Villebret                  | Pollier                            | fusion                                     | 1795-1800                       | 1795-1800                    |
| Yzeure                     | Yzeure                             | fusion                                     | 1795-1800                       | 1795-1800                    |
| Yzeure                     | Saint-Bonnet-et-Saint-Jean         | fusion                                     | 1795-1800                       | 1795-1800                    |
| Barberier                  | Barberier                          | fusion                                     | 1791-1792                       | 1791-1792                    |
| Barberier                  | Persenat                           | fusion                                     | 1791-1792                       | 1791-1792                    |
| Gennetines                 | Gennetines                         | fusion                                     | 1791-1792,                      | 1791-1792,                   |
| Gennetines                 | Lucenay-en-Vallée                  | fusion                                     | 1791-1792,                      | 1791-1792,                   |
| Villeneuve-sur-Allier      | Villeneuve-sur-Allier              | fusion                                     | 1791-1792,                      | 1791-1792,                   |
| Villeneuve-sur-Allier      | Lucenay-sur-Allier                 | fusion                                     | 1791-1792,                      | 1791-1792,                   |
| Arfeuilles                 | Arfeuilles                         | fusion                                     | 1790-1794                       | 1790-1794                    |
| Arfeuilles                 | Fauconnet-Resve                    | fusion                                     | 1790-1794                       | 1790-1794                    |
| Arfeuilles                 | Montmorillon-en-Billy              | fusion                                     | 1790-1794                       | 1790-1794                    |
| Arfeuilles                 | Montmorillon-en-Vichy              | fusion                                     | 1790-1794                       | 1790-1794                    |
| Arfeuilles                 | Pingus                             | fusion                                     | 1790-1794                       | 1790-1794                    |
| Arronnes                   | Arronnes                           | fusion                                     | 1790-1794                       | 1790-1794                    |
| Arronnes                   | Couches-Bancheret                  | fusion                                     | 1790-1794                       | 1790-1794                    |
| Arronnes                   | Doyat-Coutery                      | fusion                                     | 1790-1794                       | 1790-1794                    |
| Bayet                      | Bayet                              | fusion                                     | 1790-1794                       | 1790-1794                    |
| Bayet                      | Nérigners                          | fusion                                     | 1790-1794                       | 1790-1794                    |
| Billezois                  | Billezois                          | fusion                                     | 1790-1794                       | 1790-1794                    |
| Billezois                  | Billière                           | fusion                                     | 1790-1794                       | 1790-1794                    |
| Branssat                   | Branssat                           | fusion                                     | 1790-1794                       | 1790-1794                    |
| Branssat                   | La Roche-Bransat                   | fusion                                     | 1790-1794                       | 1790-1794                    |
| Broût                      | Broût                              | fusion                                     | 1790-1794                       | 1790-1794                    |
| Broût                      | Écolle                             | fusion                                     | 1790-1794                       | 1790-1794                    |
| Broût                      | La Font-Saint-Magerant             | fusion                                     | 1790-1794                       | 1790-1794                    |
| Busset                     | Busset                             | fusion                                     | 1790-1794                       | 1790-1794                    |
| Busset                     | Blattière                          | fusion                                     | 1790-1794                       | 1790-1794                    |
| Busset                     | Grandval-et-Vaux                   | fusion                                     | 1790-1794                       | 1790-1794                    |
| Busset                     | La Vauvre-de-Ris                   | fusion                                     | 1790-1794                       | 1790-1794                    |
| Charmes                    | Charmes                            | fusion                                     | 1790-1794                       | 1790-1794                    |
| Charmes                    | Chézelles-Bassignat                | fusion                                     | 1790-1794                       | 1790-1794                    |
| Charmes                    | Pontratier                         | fusion                                     | 1790-1794                       | 1790-1794                    |
| Chassenard                 | Chassenard                         | fusion                                     | 1790-1794                       | 1790-1794                    |
| Chassenard                 | Cée                                | fusion                                     | 1790-1794                       | 1790-1794                    |
| Chirat-l'Église            | Chirat-l'Église                    | fusion                                     | 1790-1794                       | 1790-1794                    |
| Chirat-l'Église            | Bannassat                          | fusion                                     | 1790-1794                       | 1790-1794                    |
| Colombier                  | Colombier                          | fusion                                     | 1790-1794                       | 1790-1794                    |
| Colombier                  | Pars                               | fusion                                     | 1790-1794                       | 1790-1794                    |
| Creuzier-le-Neuf           | Creuzier-le-Neuf                   | fusion                                     | 1790-1794                       | 1790-1794                    |
| Creuzier-le-Neuf           | Saint-Germain-en-Crespin           | fusion                                     | 1790-1794                       | 1790-1794                    |
| Deux-Chaises               | Deux-Chaises                       | fusion                                     | 1790-1794                       | 1790-1794                    |
| Deux-Chaises               | Champcombert                       | fusion                                     | 1790-1794                       | 1790-1794                    |
| Diou                       | Diou                               | fusion                                     | 1790-1794                       | 1790-1794                    |
| Diou                       | Gilly-Putay                        | fusion                                     | 1790-1794                       | 1790-1794                    |
| Domérat                    | Domérat                            | fusion                                     | 1790-1794                       | 1790-1794                    |
| Domérat                    | Couraud-et-Bas-Pays                | fusion                                     | 1790-1794                       | 1790-1794                    |
| Domérat                    | Vignoux-et-Prunet                  | fusion                                     | 1790-1794                       | 1790-1794                    |
| Dompierre-sur-Besbre       | Dompierre-en-Coustière             | fusion                                     | 1790-1794                       | 1790-1794                    |
| Dompierre-sur-Besbre       | Bourbon-Coutard                    | fusion                                     | 1790-1794                       | 1790-1794                    |
| Le Donjon                  | Le Donjon                          | fusion                                     | 1790-1794                       | 1790-1794                    |
| Le Donjon                  | Huillaux                           | fusion                                     | 1790-1794                       | 1790-1794                    |
| Le Donjon                  | Melleray                           | fusion                                     | 1790-1794                       | 1790-1794                    |
| Ébreuil                    | Ébreuil                            | fusion                                     | 1790-1794                       | 1790-1794                    |
| Ébreuil                    | Le Châtelard                       | fusion                                     | 1790-1794                       | 1790-1794                    |
| Ferrières-sur-Sichon       | Ferrières-sur-Sichon               | fusion                                     | 1790-1794                       | 1790-1794                    |
| Ferrières-sur-Sichon       | Les Barres                         | fusion                                     | 1790-1794                       | 1790-1794                    |
| Ferrières-sur-Sichon       | Cheval-Rigon                       | fusion                                     | 1790-1794                       | 1790-1794                    |
| Ferrières-sur-Sichon       | La Montagne                        | fusion                                     | 1790-1794                       | 1790-1794                    |
| Ferrières-sur-Sichon       | La Roue                            | fusion                                     | 1790-1794                       | 1790-1794                    |
| Gannat                     | Gannat                             | fusion                                     | 1790-1794                       | 1790-1794                    |
| Gannat                     | Peyrolles                          | fusion                                     | 1790-1794                       | 1790-1794                    |
| Hérisson                   | Hérisson                           | fusion                                     | 1790-1794                       | 1790-1794                    |
| Hérisson                   | Le Lacq                            | fusion                                     | 1790-1794                       | 1790-1794                    |
| Jaligny                    | Jaligny                            | fusion                                     | 1790-1794                       | 1790-1794                    |
| Jaligny                    | Marseigne                          | fusion                                     | 1790-1794                       | 1790-1794                    |
| Lapalisse                  | Lapalisse                          | fusion                                     | 1790-1794                       | 1790-1794                    |
| Lapalisse                  | Lubié                              | fusion                                     | 1790-1794                       | 1790-1794                    |
| Laprugne                   | Laprugne                           | fusion                                     | 1790-1794                       | 1790-1794                    |
| Laprugne                   | Les Vernois                        | fusion                                     | 1790-1794                       | 1790-1794                    |
| Liernolles                 | Liernolles                         | fusion                                     | 1790-1794,                      | 1790-1794,                   |
| Liernolles                 | Huvert (une partie)                | fusion                                     | 1790-1794,                      | 1790-1794,                   |
| Saint-Léon                 | Saint-Léon                         | fusion                                     | 1790-1794,                      | 1790-1794,                   |
| Saint-Léon                 | Huvert (une partie)                | fusion                                     | 1790-1794,                      | 1790-1794,                   |
| Saint-Léon                 | Montpéroux                         | fusion                                     | 1790-1794,                      | 1790-1794,                   |
| Saligny                    | Saligny                            | fusion                                     | 1790-1794,                      | 1790-1794,                   |
| Saligny                    | Huvert (une partie)                | fusion                                     | 1790-1794,                      | 1790-1794,                   |
| Luneau                     | Luneau                             | fusion                                     | 1790-1794                       | 1790-1794                    |
| Luneau                     | Giverdon                           | fusion                                     | 1790-1794                       | 1790-1794                    |
| Luneau                     | Lurcy-sur-Loire                    | fusion                                     | 1790-1794                       | 1790-1794                    |
| Luneau                     | Le Puy-Luneau                      | fusion                                     | 1790-1794                       | 1790-1794                    |
| Molles                     | Molles                             | fusion                                     | 1790-1794                       | 1790-1794                    |
| Molles                     | Saint-Germain-en-Molles            | fusion                                     | 1790-1794                       | 1790-1794                    |
| Nocq                       | Nocq                               | fusion                                     | 1790-1794                       | 1790-1794                    |
| Nocq                       | Paillières                         | fusion                                     | 1790-1794                       | 1790-1794                    |
| La Petite-Marche           | La Petite-Marche                   | fusion                                     | 1791-1792,                      | 1791-1792,                   |
| La Petite-Marche           | Saint-Pardoux-la-Marche            | fusion                                     | 1791-1792,                      | 1791-1792,                   |
| La Petite-Marche           | Saint-Pardoux-les-Eaux             | fusion                                     | 1791-1792,                      | 1791-1792,                   |
| Quinssaines                | Quinssaines                        | fusion                                     | 1790-1794                       | 1790-1794                    |
| Quinssaines                | Coursaget                          | fusion                                     | 1790-1794                       | 1790-1794                    |
| Quinssaines                | Le Mas-de-Lage                     | fusion                                     | 1790-1794                       | 1790-1794                    |
| Saint-Pierre-Laval         | Saint-Pierre-Laval                 | fusion                                     | 1790-1794                       | 1790-1794                    |
| Saint-Pierre-Laval         | Choly                              | fusion                                     | 1790-1794                       | 1790-1794                    |
| Saint-Pourçain-sur-Sioule  | Saint-Pourçain-sur-Sioule          | fusion                                     | 1790-1794                       | 1790-1794                    |
| Saint-Pourçain-sur-Sioule  | Palluet                            | fusion                                     | 1790-1794                       | 1790-1794                    |
| Saint-Prix                 | Saint-Prix                         | fusion                                     | 1790-1794                       | 1790-1794                    |
| Saint-Prix                 | Messire-Iteresve                   | fusion                                     | 1790-1794                       | 1790-1794                    |
| Saint-Victor               | Saint-Victor                       | fusion                                     | 1790-1794                       | 1790-1794                    |
| Saint-Victor               | La Dure-et-Passat                  | fusion                                     | 1790-1794                       | 1790-1794                    |
| Saulcet                    | Saulcet                            | fusion                                     | 1790-1794                       | 1790-1794                    |
| Saulcet                    | Venteuil                           | fusion                                     | 1790-1794                       | 1790-1794                    |
| Souvigny                   | Souvigny                           | fusion                                     | 1790-1794                       | 1790-1794                    |
| Souvigny                   | Les Amenevis                       | fusion                                     | 1790-1794                       | 1790-1794                    |
| Souvigny                   | Le Bourg                           | fusion                                     | 1790-1794                       | 1790-1794                    |
| Teillet                    | Teillet                            | fusion                                     | 1790-1794                       | 1790-1794                    |
| Teillet                    | Bobignat                           | fusion                                     | 1790-1794                       | 1790-1794                    |
| Trézelles                  | Trézelles                          | fusion                                     | 1790-1794                       | 1790-1794                    |
| Trézelles                  | Floret                             | fusion                                     | 1790-1794                       | 1790-1794                    |
| Urçay                      | Urçay                              | fusion                                     | 1790-1794                       | 1790-1794                    |
| Urçay                      | La Perche                          | fusion                                     | 1790-1794                       | 1790-1794                    |
| Vallon-en-Sully            | Vallon-en-Sully                    | fusion                                     | 1790-1794                       | 1790-1794                    |
| Vallon-en-Sully            | Les Prugnes                        | fusion                                     | 1790-1794                       | 1790-1794                    |
| Varennes-sur-Allier        | Varennes-sur-Allier                | fusion                                     | 1790-1794                       | 1790-1794                    |
| Varennes-sur-Allier        | Vouroux                            | fusion                                     | 1790-1794                       | 1790-1794                    |
| Varennes-sur-Tèche         | Varennes-sur-Tèche                 | fusion                                     | 1790-1794                       | 1790-1794                    |
| Varennes-sur-Tèche         | La Motte-Vallière                  | fusion                                     | 1790-1794                       | 1790-1794                    |
| Vaumas                     | Vaumas                             | fusion                                     | 1790-1794                       | 1790-1794                    |
| Vaumas                     | Saint-Révérien                     | fusion                                     | 1790-1794                       | 1790-1794                    |
| Vendat                     | Vendat                             | fusion                                     | 1790-1794                       | 1790-1794                    |
| Vendat                     | Cougnat                            | fusion                                     | 1790-1794                       | 1790-1794                    |
| Voussac                    | Voussac                            | fusion                                     | 1790-1794                       | 1790-1794                    |
| Voussac                    | Chirat-Guérin                      | fusion                                     | 1790-1794                       | 1790-1794                    |

## Créations
| Nom de la commune créée | Commune affectée        | Mode de création              | Date (et nature) de la décision |
| ----------------------- | ----------------------- | ----------------------------- | ------------------------------- |
| Bézenet                 | Montvicq                | Démembrement                  | 8 juillet 1880 (Loi)            |
| La Guillermie           | Ferrières-sur-Sichon    | Démembrement                  | 16 mai 1880 (Décret)            |
| Lavoine                 | Ferrières-sur-Sichon    | Démembrement                  | 16 mai 1880 (Décret)            |
| Aurouër                 | Villeneuve-sur-Allier   | Démembrement (rétablissement) | 10 avril 1879 (Loi)             |
| La Chabanne             | Saint-Clément           | Démembrement                  | 5 décembre 1849 (Loi)           |
| La Chabanne             | Laprugne                | Démembrement                  | 5 décembre 1849 (Loi)           |
| La Chabanne             | Saint-Nicolas-des-Biefs | Démembrement                  | 5 décembre 1849 (Loi)           |
| Saint-Christophe        | Huriel                  | Démembrement                  | 1796                            |

## Modifications de nom officiel
| Ancien nom               | Nouveau nom                     | Date (et nature) de la décision |
| ------------------------ | ------------------------------- | ------------------------------- |
| Saint-Christophe         | Saint-Christophe-en-Bourbonnais | 12 septembre 2022 (Décret)      |
| La Féline                | Laféline                        | 23 novembre 1967 (Décret)       |
| Jaligny                  | Jaligny-sur-Besbre              | 14 novembre 1967 (Décret)       |
| Saint-Didier-en-Rollat   | Saint-Didier-la-Forêt           | 10 novembre 1961 (Décret)       |
| Branssat                 | Bransat                         | 19 août 1961 (Décret)           |
| Lurcy-Lévy               | Lurcy-Lévis                     | 8 octobre 1958 (Décret)         |
| Bessay                   | Bessay-sur-Allier               | 1er août 1955 (Décret)          |
| Deneuille                | Deneuille-lès-Chantelle         | 12 janvier 1955 (Décret)        |
| Marcillat                | Marcillat-en-Combraille         | 12 janvier 1955 (Décret)        |
| Montcombroux             | Montcombroux-les-Mines          | 22 septembre 1948 (Décret)      |
| Teillet                  | Teillet-Argenty                 | 22 septembre 1948 (Décret)      |
| Beaune                   | Beaune-d'Allier                 | 9 juin 1937 (Décret)            |
| Montaiguët               | Montaiguët-en-Forez             | 21 janvier 1930 (Décret)        |
| Thiel                    | Thiel-sur-Acolin                | 19 août 1920 (Décret)           |
| Verneuil                 | Verneuil-en-Bourbonnais         | 23 juillet 1919 (Décret)        |
| Cosne-sur-l'Œil          | Cosne-d'Allier                  | 23 décembre 1914 (Décret)       |
| Ussel                    | Ussel-d'Allier                  | 1er août 1913 (Décret)          |
| Saligny                  | Saligny-sur-Roudon              | 12 novembre 1909 (Décret)       |
| Néris                    | Néris-les-Bains                 | 28 août 1906 (Décret)           |
| Saint-Aubin              | Saint-Aubin-le-Monial           | 21 août 1904 (Décret)           |
| La Chapelette            | Saint-Éloy-d'Allier             | 1903                            |
| Garnat                   | Garnat-sur-Engièvre             | 20 novembre 1903 (Décret)       |
| Vesse                    | Bellerive-sur-Allier            | 23 janvier 1903 (Décret)        |
| Toulon                   | Toulon-sur-Allier               | 29 janvier 1900 (Décret)        |
| Saint-Léger-des-Bruyères | Saint-Léger-sur-Vouzance        | 29 octobre 1899 (Décret)        |
| Nocq-Chambérat           | Chambérat                       | 27 janvier 1894 (Décret)        |
| Le Montet-aux-Moines     | Le Montet                       | 1893                            |
| Saint-Bonnet-le-Désert   | Saint-Bonnet-Tronçais           | 11 janvier 1893 (Décret)        |
| Deneuille                | Deneuille-les-Mines             | 28 juillet 1891 (Décret)        |
| Vallon                   | Vallon-en-Sully                 | 28 juillet 1891 (Décret)        |
| Nocq                     | Nocq-Chambérat                  | 9 juin 1888 (Décret)            |
| Noyant                   | Noyant-d'Allier                 | 2 mars 1888 (Décret)            |
| Durdat                   | Durdat-Larequille               | 7 avril 1884 (Décret)           |
| Buxières-la-Grue         | Buxières-les-Mines              | 5 novembre 1880 (Décret)        |
| Saint-Didier             | Saint-Didier-en-Rollat          | 1865                            |
| Monteignet               | Monteignet-sur-l'Andelot        | 1848                            |
| Cognat                   | Cognat-Lyonne                   | 30 mai 1847 (Ordonnance)        |
| Saint-Priest-de-l'Harpe  | Saint-Priest-en-Marcillat       | 1832                            |
| Lurcy-le-Sauvage         | Lurcy-Lévy                      | 1815                            |
| Martilly                 | Bayet                           | 1807                            |

## Modifications de limites communales
Le plus souvent, les modifications des limites communales décidées par arrêtés préfectoraux ne sont pas répertoriées dans le Journal officiel ni dans le Bulletin officiel.
| La commune de ...                          | ... cède du territoire à la commune de ... | précisions                                                   | Date (et nature) de la décision                      |
| ------------------------------------------ | ------------------------------------------ | ------------------------------------------------------------ | ---------------------------------------------------- |
| Montoldre                                  | Boucé                                      | 2 habitants                                                  | 8 avril 1986 (Arrêté)                                |
| Vichy                                      | Bellerive-sur-Allier                       | Superficie de 26 ha 26 a 50 ca                               | 8 octobre 1965 (Décret)                              |
| Bellerive-sur-Allier                       | Vichy                                      | 307 habitants Superficie de 8 ha 90 a 10 ca                  | 8 octobre 1965 (Décret)                              |
| Vichy                                      | Cusset                                     | Superficie de 1 ha 4 a 53 ca                                 | 11 septembre 1964 (Décret)                           |
| Cusset                                     | Vichy                                      | 164 habitants Superficie de 10 ha 81 a 53 ca                 | 11 septembre 1964 (Décret)                           |
| Charmeil                                   | Vichy                                      | 385 habitants Superficie de 64 ha 42 a 91 ca                 | 18 novembre 1963 (Décret)                            |
| Moulins Neuvy                              | Neuvy Moulins                              |                                                              | 27 décembre 1962 (Arrêté)                            |
| Néris-les-Bains                            | Montluçon                                  | 1 300 habitants Quartier de Saint-Jean-Nerdre                | 30 décembre 1960 (Arrêté)                            |
| Garnat-sur-Engièvre Saint-Martin-des-Lais  | Saint-Martin-des-Lais Garnat-sur-Engièvre  |                                                              | 3 juin 1960 (Arrêté)                                 |
| Gannay-sur-Loire Paray-le-Frésil           | Paray-le-Frésil Gannay-sur-Loire           |                                                              | 20 avril 1960 (Arrêté)                               |
| Sussat                                     | Ébreuil                                    | 5 habitants Propriété de Mercurol + terrain de 20 a 50 ca    | 16 mars 1959 (Arrêté)                                |
| Blomard                                    | Montmarault                                | 7 habitants lieu-dit la Maison Neuve                         | 16 septembre 1957 (Arrêté) 27 novembre 1957 (Arrêté) |
| Gannat Ébreuil                             | Ébreuil Gannat                             |                                                              | 28 septembre 1942 (Décret)                           |
| Yzeure                                     | Moulins                                    |                                                              | 28 avril 1858 (Loi)                                  |
| Louroux-de-Bouble Lapeyrouse (Puy-de-Dôme) | Lapeyrouse (Puy-de-Dôme) Louroux-de-Bouble |                                                              | 28 mars 1832 (Loi)                                   |
| Saint-Loup                                 | Varennes-sur-Allier                        | Limite fixée au chemin tendant vers le territoire de Lignère | 6 décembre 1831 (Loi)                                |
| Ronnet Ars (Puy-de-Dôme)                   | Ars (Puy-de-Dôme) Ronnet                   |                                                              | 25 avril 1805 (Décret) (5 floréal an 13)             |
| Pionsat (Puy-de-Dôme) Saint-Fargeol        | Saint-Fargeol Pionsat (Puy-de-Dôme)        |                                                              | 30 juillet 1804 (Décret) (11 thermidor an 12)        |
| Saint-Gal (Puy-de-Dôme)                    | Chouvigny                                  | Hameau de Paraclos Limite fixée sur la rivière Sioule        | 30 septembre 1802 (Arrêté) (8 vendémiaire an 11)     |
| Servant (Puy-de-Dôme) Échassières          | Échassières Servant (Puy-de-Dôme)          |                                                              | 30 septembre 1802 (Arrêté) (8 vendémiaire an 11)     |
| Servant (Puy-de-Dôme) Nade                 | Nade Servant (Puy-de-Dôme)                 |                                                              | 30 septembre 1802 (Arrêté) (8 vendémiaire an 11)     |